# تورکواری

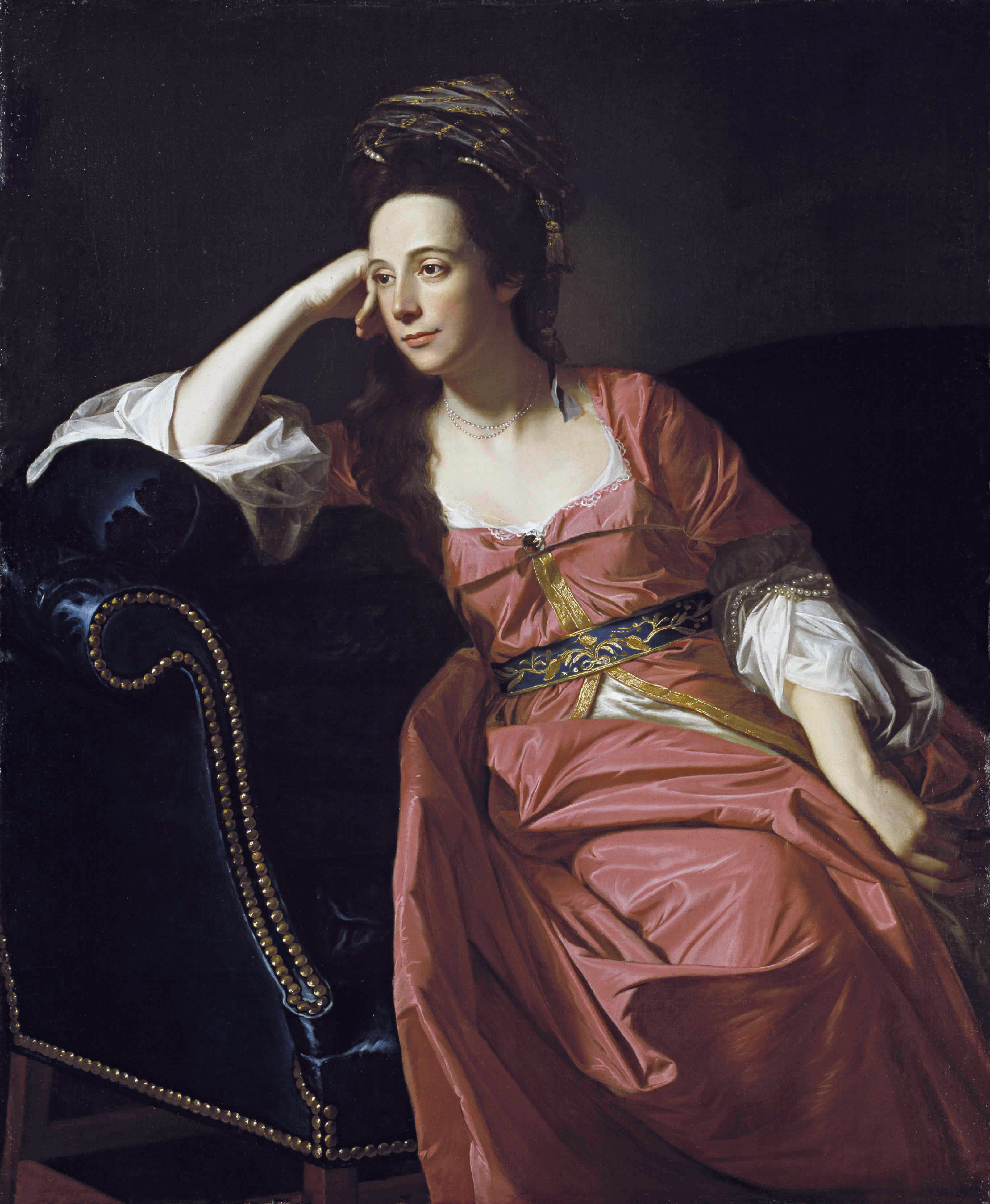
خانم توماس گاج، اثر جان سینگلتون کاپلی، سال ۱۷۷۱. نمونه ای کامل از تأثیر فرهنگ تُرکی

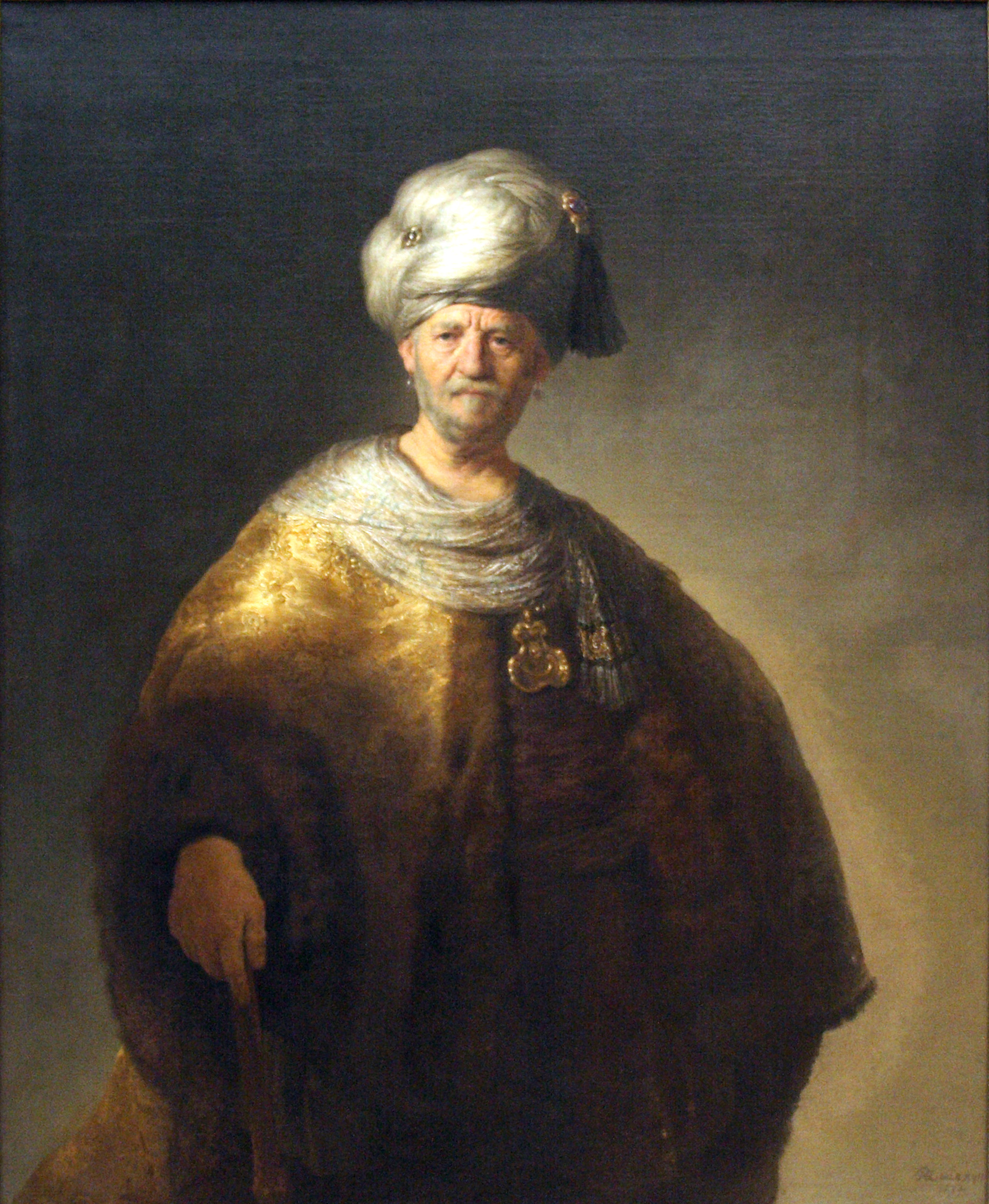
مرد در لباس شرقی، اثر رامبرانت، سال ۱۶۳۲. نمونه بارز و تقلید اروپایی از پوشش تُرکی به منظور به تصویر کشیدن ظاهری اشرافی و نخبه

تورکُواری (به انگلیسی: Turquerie) مُد و اسلوبی شرقی است که بر پایه تقلید از مظاهر هنر و فرهنگ تُرکی در اروپای غربی و در قرون ۱۶ تا ۱۸ رواج داشت.
این اسلوب تأثیر عمیقی بر دکوراسیون، نقاشی و موسیقی اپرای اروپا و آمریکا داشته به طوری که در اروپای قرن هجدهم پوشیدن لباس زنانه تُرکی، کشیدن تنباکوی تُرکی با پیپ تُرکی و البسه تُرکی رواج داشت و همراه داشتن ساعت تزئین شده به سبک تُرکی نشانه تعلق به طبقه اجتماعی بالا بود.

## تاریخچه

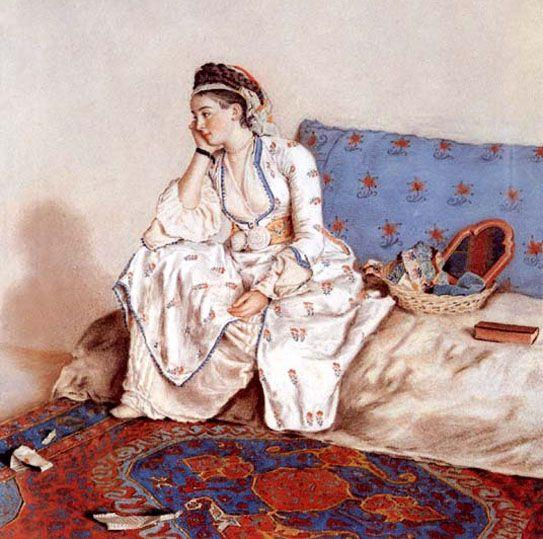
ماری گینینگ، کنتس کاونتری در لباس تُرکی، اثر ژان-اتین لیوتار

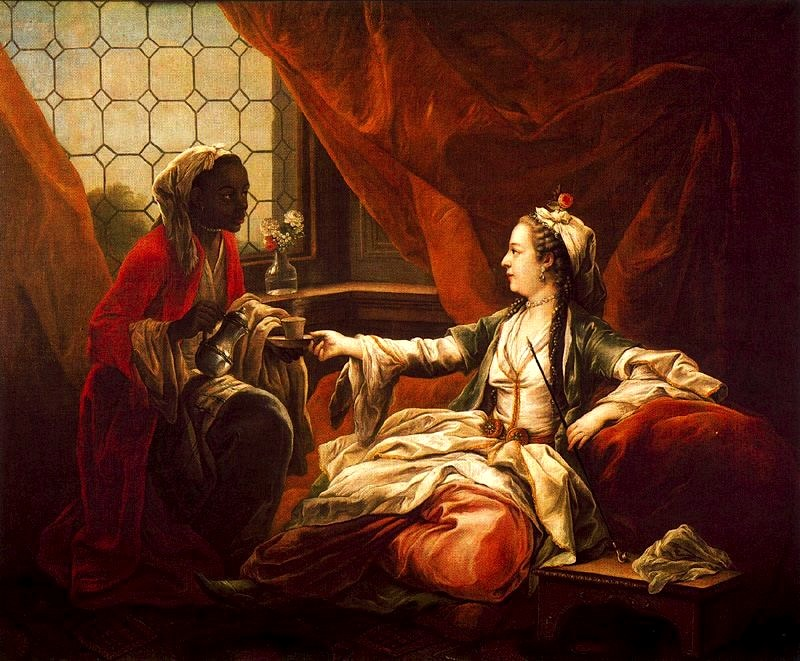
مادام پمپادور، به عنوان یک بانوبا پوشش تُرکی به تصویر کشیده شده‌است. اثر چارلز آندره وان لو، سال ۱۷۴۷

این اسلوب در اروپای غربی از قرن شانزدهم تا هجدهم بیانگر تقلید از جنبه‌های فرهنگ و هنر تُرکی بود. بسیاری از کشورهای مختلف اروپای غربی مجذوب فرهنگ نسبتاً ناشناخته تُرکی به مرکزیت امپراتوری عثمانی بودند که در آن دوره تنها قدرت برای ایجاد یک تهدید نظامی جدی برای اروپا بود. غرب علاقه زیادی به محصولات و هنرهای تُرکی از جمله موسیقی، هنرهای تجسمی، معماری و مجسمه‌سازی داشت. این پدیده شیک از طریق مسیرهای معاملاتی و افزایش روابط دیپلماتیک بین امپراتوری عثمانی و ملل اروپایی رواج پیدا کرد که برای نمونه می‌توان به اتحاد فرانسه و عثمانی در سال ۱۷۱۵ اشاره کرد. سفیران و بازرگانان اروپایی غالباً با حکایت مکانهای عجیب و غریب و سوغات روایت ماجراهای خود به خانه بازمی‌گشتند.
این جنبش اغلب در هنر اروپای غربی رواج یافت. موسیقی، نقاشی، معماری و مصنوعات اغلب از سبک‌ها و روش‌های تُرکی الهام گرفته می‌شدند. نقاشی‌ها به‌طور خاص عثمانی‌ها را با رنگ‌های روشن و تضادهای تیز به تصویر کشیدند و نشان از ویژگی جالب و ماهیت عجیب آنها داشت.

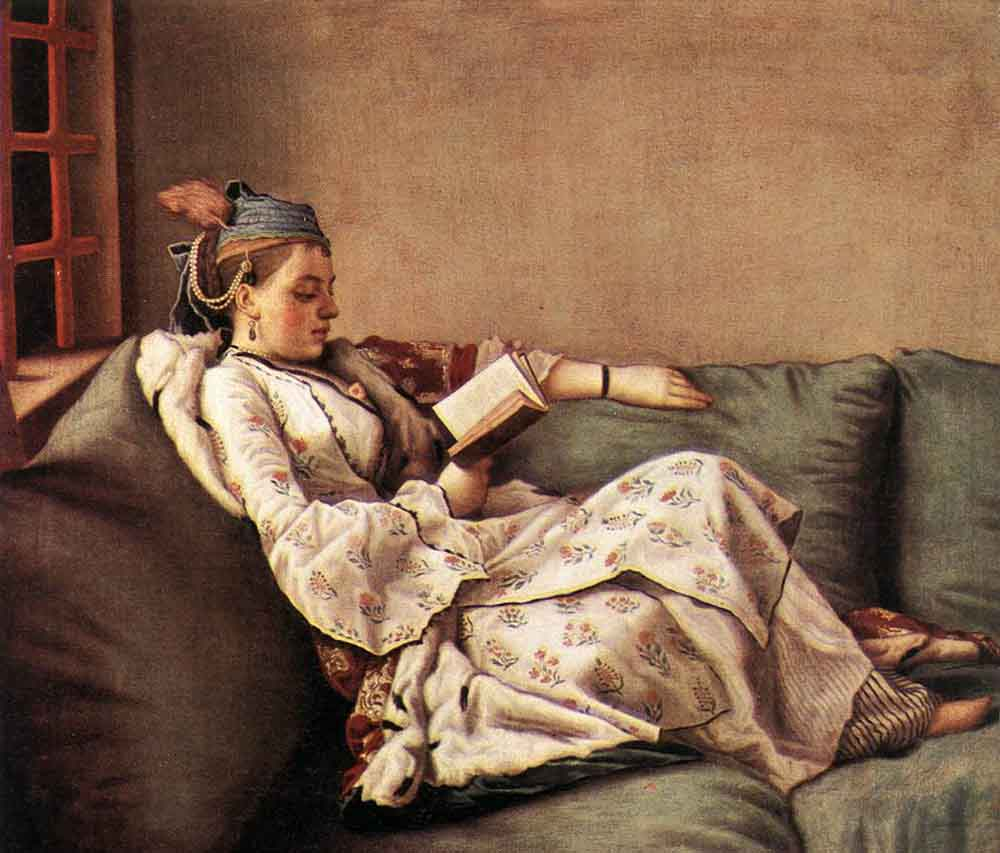
ماری آدلاید، دختر لویی پانزدهم (پادشاه فرانسه)، اثر ژان-اتین لیوتار

تُرکواری یا «تُرک شیفتگی» روندی برای مُد است که در آن، هنر و فرهنگ توسط اروپاییان غربی (خصوصاً فرانسوی‌ها) از تُرکان عثمانی تقلید می‌شود، که از قرن شانزدهم تا هجدهم تحت تأثیر هنر و فرهنگ تُرکی قرار گرفتند. بسیاری از کشورهای اروپای غربی از امپراتوری عثمانی شگفت زده شدند و تُرکیه مرکز این فرهنگ نسبتاً ناشناخته بود. غرب شروع به نشان دادن علاقه روزافزون به محصولات، هنر، موسیقی و هنرهای تجسمی و معماری تُرکی کرد. با افزایش روابط تجاری و دیپلماتیک بین ملل امپراتوری عثمانی و اروپا (به ویژه اتحاد عثمانی فرانسه) این پدیده شیک محبوب تر شد. سفیران و بازرگانان اغلب با داستانهایی از مکانهای عجیب و غریب و ماجراهای آنها به خانه می‌آمدند.
با شروع به کار سفارتخانه‌های امپراتوری عثمانی در اروپا و راهیابی آنها به دربار شاهان اروپا در اوایل قرن هجدهم، شیفتگی به مُد تُرکی به عنوان نماد خانواده‌های سلطنتی و طبقه اشرافی تبدیل شد که تا زمان انقلاب فرانسه نیز ادامه داشت.

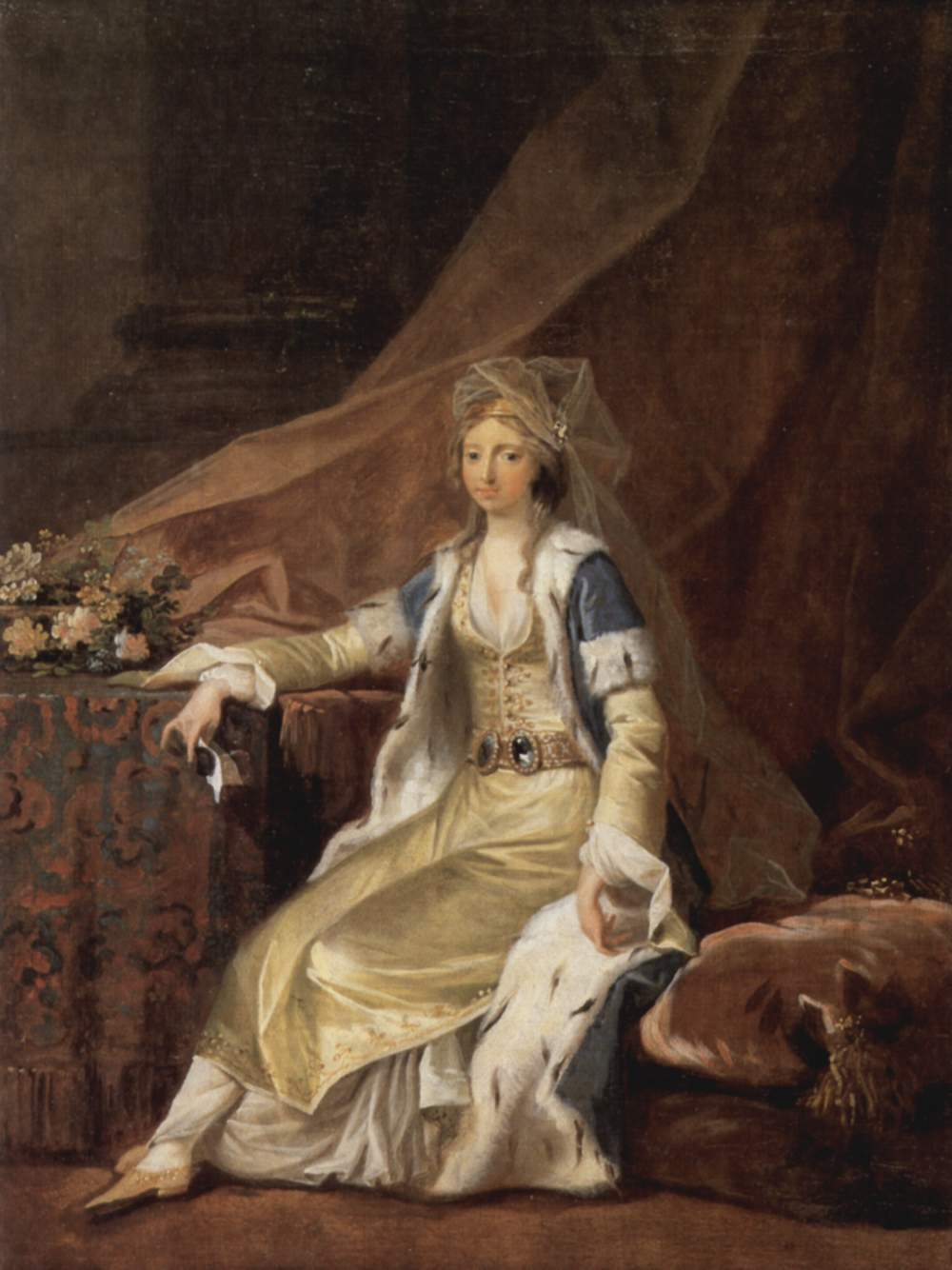
لویس آگوستا ون دنمارکن، شاهزاده دانمارک و نروژ، اثر Jens Juel

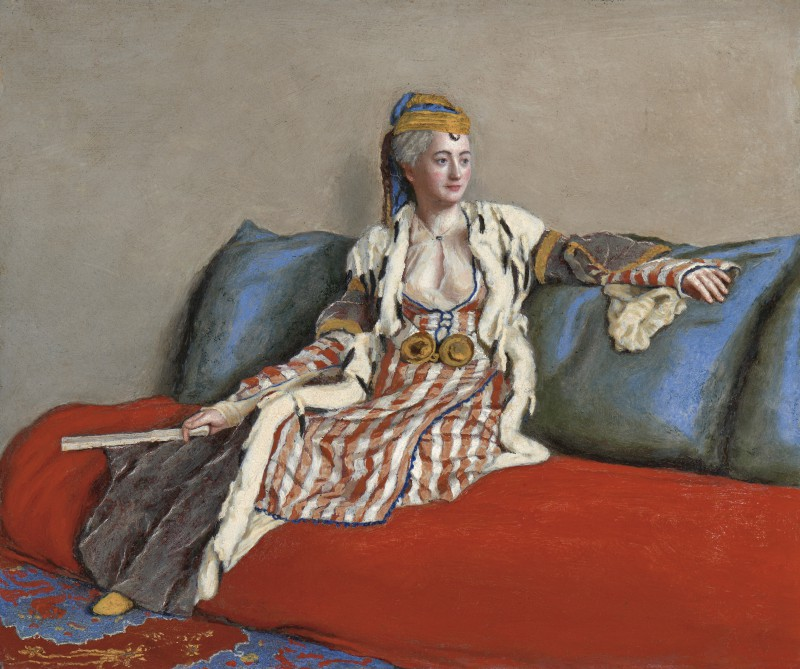
مری اُنتاگو، شاعر و نویسنده انگلیسی، اثر ژان-اتین لیوتار

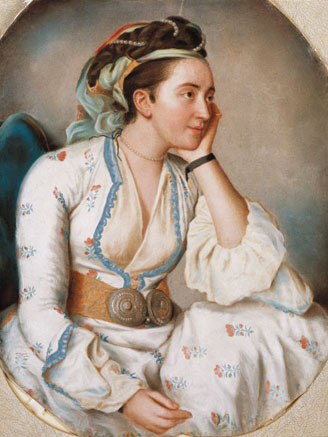
زنی با لباس تُرکی، اثر ژان-اتین لیوتار